# Брустър (окръг, Тексас)
Окръг Брустър (на английски: Brewster County) е окръг в щата Тексас, Съединени американски щати. Площта му е 16 040 km², а населението - 8866 души (2000). Административен център е град Алпайн.